# Leptobatopsis luridofasciata
Leptobatopsis luridofasciata är en stekelart som beskrevs av Dali Chandra och Gupta 1977. Leptobatopsis luridofasciata ingår i släktet Leptobatopsis och familjen brokparasitsteklar. Inga underarter finns listade i Catalogue of Life.